# 古河市立名崎小学校
古河市立名崎小学校（こがしりつ なさきしょうがっこう、正式名称 : 茨城県古河市立名崎小学校〈いばらきけん こがしりつ なさきしょうがっこう〉）は、茨城県古河市尾崎にある公立小学校である。

## 概要
古河市で一番東にある小学校。古河市内の小学校では、古河第一小・古河第二小（1872年〈明治5年〉開校）、釈迦小（1873年〈明治6年〉開校）、上辺見小・諸川小（1874年〈明治7年〉開校）に次いで4番目に歴史の古い小学校である。隣接施設で南側に日野自動車古河工場やファミリーマート古河名崎店、三和尾崎郵便局などがある。また、本校に在籍している児童の通称は「なさキッズ」と言う。

## 沿革

### 明治時代
- 1875年（明治8年）3月31日 - 開校。恩名小学校と称し旧教則の中等科までおく[1]。初代校舎完成。
- 1886年（明治19年）4月1日 - 恩名、尾崎、江口、平塚、松本の各村が連合し、本校を恩名尋常高等小学校と称し、尾崎、平塚に分校をおく。
- 1889年（明治22年）4月1日 - 町村制発令後、平塚と分離し尾崎分校のみ存続する。名崎尋常小学校に改称する。
- 1892年（明治25年）12月1日 - 高等科併設、本校を名崎尋常高等小学校に改称する。

### 大正時代
- 1925年（大正14年）3月31日 - 開校50周年を迎える。

### 昭和時代
- 1938年（昭和13年）11月15日 - 南北校舎（恩名・名崎）を統合し、現在地[要出典]に学校を建築する（2代目校舎）。この日をもって創立記念日とする。
- 1941年（昭和16年）4月1日 - 国民学校令公布。茨城県結城郡名崎村立名崎小学校と改称する。
- 1955年（昭和30年）2月11日 - 茨城県結城郡名崎村、茨城県猿島郡幸島村、八俣村の三村合併により茨城県猿島郡三和村立名崎小学校に改称する。
- 1956年（昭和31年）6月23日 - 学校給食優良校として、文部大臣より表彰を受ける。
- 1959年（昭和34年）5月1日 - PTA主導を導入。それに伴い、PTA会長の役職が新設される。
- 1963年（昭和38年）12月 - 県指定モデルPTAとして積極的な活動をし、県教育委員会より感謝状を受ける。
- 1968年（昭和43年）4月12日 - 旧中学校の前庭に交通公園を設置する。
- 1969年（昭和44年）1月1日 - 村名変更により、茨城県猿島郡三和町立名崎小学校に改称する。
- 1969年（昭和44年）7月 - 学校水泳プール及び付属室が完成する。
- 1975年（昭和50年）3月31日 - 開校100周年を迎える。
- 1977年（昭和52年）1月22日 - 県学校緑化コンクール優秀賞を受ける。
- 1978年（昭和53年）1月 - 体育館竣工。
- 1978年（昭和53年）2月7日 - 群・町教育研究会指定（2か年）算数科学習指導法研究校開発表会「わかる喜びを大切にする算数科学習指導」
- 1978年（昭和53年）7月31日 - 体育館が完成する。
- 1978年（昭和53年）11月6日 - 県統計コンクール学校優良賞を受ける。
- 1979年（昭和54年）1月25日 - 県学校環境緑化コンクール優良賞を受ける。
- 1979年（昭和54年）12月20日 - 教育論文最優秀賞を受ける。
- 1981年（昭和56年）9月 - 現校舎竣工。
- 1981年（昭和56年）10月1日 - 新校舎完成（3代目校舎）。新校舎で授業を始める。
- 1981年（昭和56年）11月29日 - 新校舎完成記念として、校歌を制定。（作詞：藤間哲郎、作曲：飯田三郎）
- 1982年（昭和57年）3月 - 昨年10月に新校舎が完成した事を記念して、二宮金次郎の像が寄贈される。
- 1983年（昭和58年）11月10日 - 県・郡・町教育研究会指定統計教育研究発表会を実施する。
- 1986年（昭和61年）1月28日 - 県統計コンクールにおいて学校優良賞と知事賞を受ける。

### 平成時代
- 1989年度〜1991年度 - 体力づくり協同推進校の指定を受けて研究する。
- 1992年度〜1993年度 - 学力向上対策地域の指定を受けて研究する。
- 1996年度〜1998年度 - 県ボランティアハート推進事業の指定を受ける。（3年間）
- 1996年（平成8年）11月26日 - 県統計コンクールにおいて学校優良賞と知事賞を受ける。
- 1997年（平成9年）1月17日 - 観察池竣工。希望の池と命名する。
- 1997年度〜1998年度 - 文部省 スクールカウンセラー活用調査研究委託指定学校（2年間）
- 1998年（平成10年）10月 - コンピューター教室設置
- 1999年（平成11年）4月1日 - 情緒学級を新設する。
- 1999年（平成11年）- 新しい時代を拓く学校教育推進研究校
- 2001年（平成13年）11月12日 - 県統計コンクールにおいて学校優良賞と県議会議長賞を受ける。
- 2001年（平成13年）11月21日 - 県教育研究会指定（2ヵ年）算数科学習指導発表会を実施する。
- 2002年（平成14年）11月 - 県統計コンクールにおいて県教育長賞を受ける。
- 2003年（平成15年）11月 - プレイルーム及び昇降口監修工事
- 2004年度 - 子どもの体力向上実践事業（文部科学省委嘱）の実践校となり研究する。
- 2005年（平成17年）7月〜9月 - 体育館改修工事
- 2005年（平成17年）9月12日 - 三和町、総和町、古河市合併により茨城県古河市立名崎小学校と称する。
- 2007年（平成19年）4月1日 - 言語学級を新設する。
- 2007年（平成19年）7月〜9月 - 昇降口屋根改修工事
- 2008年（平成20年）4月1日 - 日本語指導の加配を受ける。
- 2009年（平成21年）4月1日 - 言語学級を増設する。
- 2011年（平成23年）3月 - 校庭芝生化工事
- 2012年（平成24年）1月26日 - 体力づくり奨励賞（茨城県教育長）
- 2012年（平成24年）6月1日〜2013年（平成25年）1月31日 - 北校舎耐震補強工事
- 2012年（平成24年）7月 - 遊歩道工事完成
- 2013年（平成25年）6月1日 - 南校舎耐震補強工事
- 2014年（平成26年）1月 - 県体力づくり奨励賞（茨城県教育長）
- 2014年（平成26年）10月24日 - 古河市教育委員会指定（2ヵ年）国語教育研究発表会を実施する。
- 2015年（平成27年）8月 - 各教室・特別教室にエアコンを設置する。
- 2015年（平成27年）9月 - iPad46台を配備する。
- 2016年（平成28年）3月 - 校庭に散水栓を設置する。パソコン教室を多目的室に改修する。
- 2017年（平成29年）10月18日 - 古河市教育委員会指定国語教育研究発表会を実施する。
- 2019年（平成31年）4月 - 監視カメラ設置工事

### 令和時代
- 2020年（令和2年）3月 - 職員室・留守番電話機設置
- 2021年（令和3年）2月 - 小学校英語教育支援事業にかかるサポート校
- 2022年（令和4年）3月 - オリンピック・パラリンピック教育推進事業推進校指定
- 2023年（令和5年）〜2024年（令和6年） - 古河市教育委員会指定研究（国語）
- 2025年（令和7年）3月31日 - 開校150周年を迎える予定。

## 学校行事
- 4月 - 進級式、新任式、1学期始業式、入学式、一年生を迎える会
- 5月 - 運動会（コロナ禍のため、2020年度は9月）
- 6月 - なし
- 7月 - プール開き（コロナ禍のため、2020〜2022年度は中止）・1学期終業式
- 8月 - 名の崎まつり（コロナ禍のため、2020〜2022年度は中止）
- 9月 - 2学期始業式
- 10月 - 名崎小フェスタ（文化祭、コロナ禍のため、2020年・2021年度は中止）
- 11月 - 創立記念日、持久走大会
- 12月 - 2学期終業式
- 1月 - 3学期始業式、書き初め大会、なわとび大会
- 2月 - なし
- 3月 - 六年生を送る会（コロナ禍のため、2019〜2021年度はビデオメッセージ形式）、謝恩会（コロナ禍のため、2019〜2021年度は中止）、卒業式、修了式、離任式（コロナ禍のため、2019〜2022年度は中止）

## クラブ活動
2024年度現在、7個のクラブがある。
- 手芸クラブ
- 室内運動クラブ
- 屋外運動クラブ
- イラストクラブ
- 理科実験クラブ
- ボードゲームクラブ
- 卓球クラブ

## 委員会
2024年度現在、9個の委員会がある。
- 図書委員会
- 栽培委員会
- 美化委員会
- 保健委員会
- 放送委員会
- 体育委員会
- わかばと委員会
- 給食委員会
- ボランティア委員会

## 通学区域
通学区域は第20地区の全域である。第20地区の町丁名は以下の通りである。
- 恩名下坪
- 古屋・松山
- 丸山
- 新立
- 下尾崎一
- 本田山
- 下尾崎二
- 瀬戸屋敷
- 並木
- 前新田
- 下内
- 加下間
- 江口
- 間中橋
- 間中橋南

## 校区内の主な施設
- 古河市立三和東中学校 - 進学先中学校
開校年が古河市内で一番新しい中学校（1987年開校）である。
- 日野自動車 古河工場